# Lucio Furio Camillo (console 338 a.C.)
Lucio Furio Camillo (fl. IV secolo a.C.) è stato un politico e generale romano.

## Biografia
Fu eletto console nel 338 a.C. con Gaio Menio Publio.
Ripreso l'assedio di Pedo, i due consoli sconfissero in una battaglia campale gli abitanti, a cui si erano uniti anche i Tiburtini e Prenestini. Presa Pedo, i due consoli espugnarono ogni singola città latina del Lazio che si era ribellata, ottenendo la definitiva sconfitta dei Latini e la fine della guerra latina. Per questa loro impresa, ai due consoli, fu concesso l'onore del trionfo e nel foro furono collocate statue che li raffiguravano a cavallo.
Fu eletto console nel 325 a.C. con Decimo Giunio Bruto Sceva. Mentre a Decimo fu affidata la campagna contro i Vestini, a Lucio fu affidata quella contro i Sanniti, che però non fu in grado di condurre, in quanto gravemente malato.